# Bromance
El término bromance (acrónimo de las palabras brother, hermano masculino en inglés, y romance) es una forma de referirse a un vínculo afectivo intenso, no sexual, entre dos (a veces más) varones.
Estas relaciones suponen un mayor vínculo afectivo y emocional que el de la amistad tradicional.

## Etimología
Bromance es un acrónimo de la palabra en inglés brother (hermano) y la palabra romance. Se atribuye haber acuñado el término a Dave Carnie editor de la revista Big Brother dedicada al skateboarding en la década 1990 para referirse específicamente al tipo de relación que se desarrolla entre skaters que pasan mucho tiempo juntos.
El término no obtuvo uso masivo hasta aproximadamente 2005 cuando el término "bromance" se vuelve prominente en la industria cinematográfica.

## Características

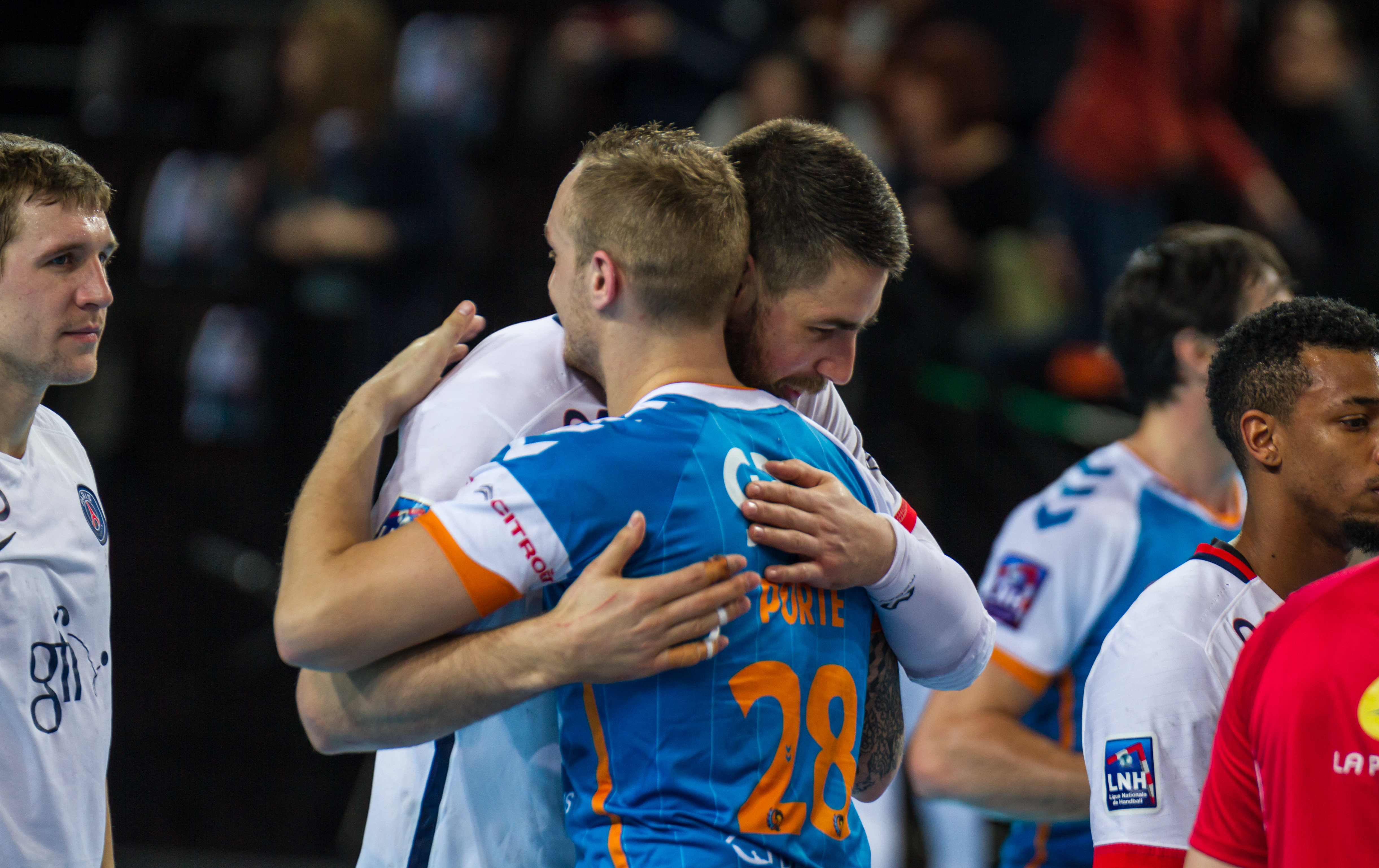
Abrazo en Francia

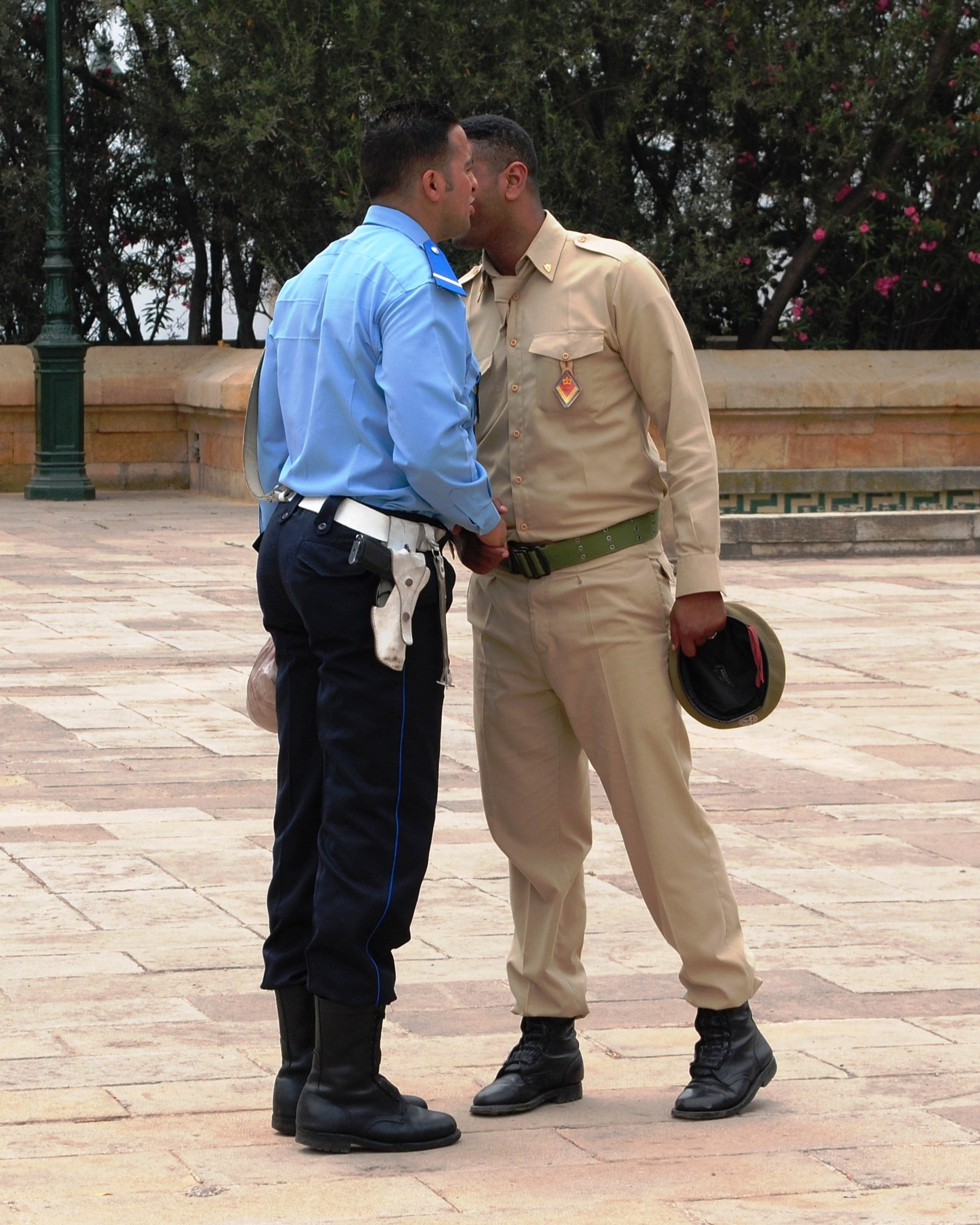
Bromance en Marruecos

La descripción clásica de Aristóteles de la amistad entre hombres es a menudo un prototipo de bromance. Se trata de aquellos que a sus amigos les desean el bien por amor de ellos mismos porque cada uno ama al otro por lo que es, y no por ninguna cualidad accidental.
A principios del siglo XIX la amistad masculina íntima con contacto físico en Estados Unidos también era común como se ilustra en las fotos del libro "Bosom Buddies: Una historia fotográfica del afecto masculino". Continuó así hasta la década de 1950. Es en la segunda mitad del siglo XX cuando la perspectiva de la compañía masculina cercana se volvió más tabú debido a las amalgamas entre la amistad masculina y la homosexualidad.
Los bromances tienen características más allá de las que normalmente puedan darse en una amistad, tales como compartir problemas personales o secretos que no se compartirían con otros. Dado que existe un sentimiento de confianza mutua pueden expresarse más abiertamente emociones, así como demostraciones físicas de afecto tales como abrazos, sin ser estas consideradas como vinculadas a un fin sexual.
El bromance está vinculado con ventajas para la salud del varón, tales como un descenso en problemas como ansiedad, depresión, enfermedades del corazón y un mejoramiento de la memoria y la concentración.
Factores que se cree que parecen influir en el bromance es que los varones se casan más tarde en muchos casos. De acuerdo con el censo del 2010 en Estados Unidos, la edad promedio del primer matrimonio de un hombre es de 28, frente a los 23 años de 1960. También se encontró que los hombres con mayor nivel educativo estaban a la espera hasta los 30 antes de casarse. Si bien la preocupación entre los hombres sobre la idea de ser identificados como homosexuales persisten hasta el día de hoy, esto ya no está tan mal visto como antes.
Según estudios británicos de 2010 y 2014 en una relación bromance los jóvenes estudiantes heterosexuales comparten abrazos y besos en los labios.

## En la cultura popular

### Cine y televisión

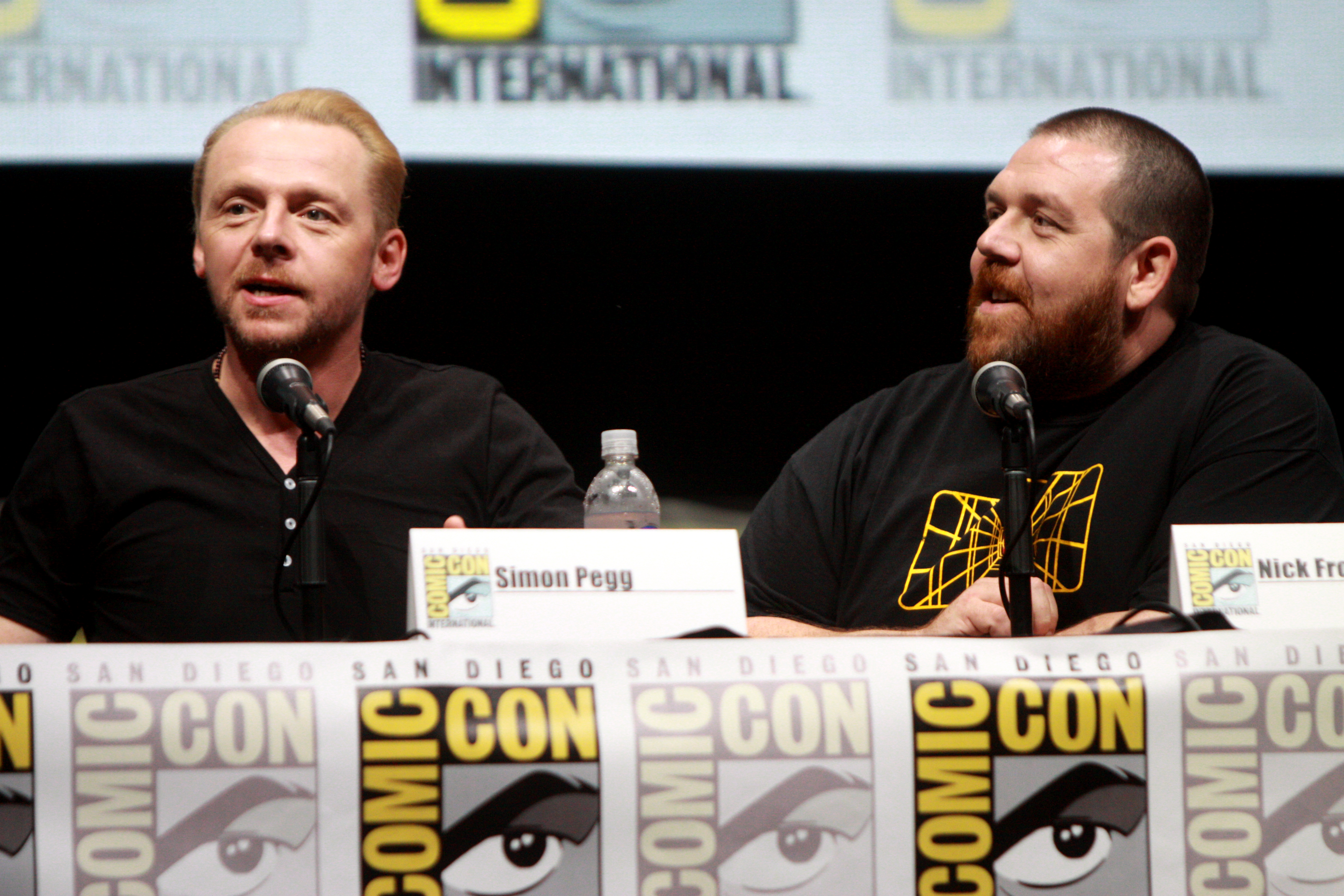
Simon Pegg y Nick Frost, protagonistas de Hot Fuzz.

En el cine son claros ejemplos las llamadas comedias brománticas que se filman a partir de los años 2000, como por ejemplo Harold & Kumar Go to White Castle (2004) y su secuela Harold & Kumar Escape from Guantanamo Bay (2008), Wedding Crashers (2005), Superbad (2007) o I Love You, Man (2009). También se pueden encuadrar en este término las películas del género buddy movie y buddy cop como Hot Fuzz (2007) o End of Watch (2011).
Como ejemplo paradigmático en la cinematografía pop puede referirse la dupla James T. Kirk (William Shatner) y Spock (Leonard Nimoy), de la saga Star Trek, en la que en algunos casos ingresaba Leonard McCoy y matizaba en compás de tres al bromance.
Otro ejemplo podría considerarse es en la serie de televisión Friends la relación que mantienen Chandler Bing (Matthew Perry) y Joey Tribbiani (Matt LeBlanc), a quien en ocasiones también se les une Ross Geller (David Schwimmer), mostrando actitudes propias de un bromance como abrazarse mucho, besarse, o decir palabras de afecto. Aunque también hacen actividades como tomar siestas juntos, hablar acerca de sus relaciones amorosas o sexuales, mirar pornografía juntos o actuar inmaduramente.
Otro ejemplo también podría ser Gregory House (Hugh Laurie) y James Wilson (Robert Sean Leonard) del drama médico House M.D. quien a pesar de la actitud arrogante de House, se logra tener ese vínculo afectivo mutuo que caracteriza las situaciones “de pareja” que aparecen.
En la televisión, un ejemplo destacable es la serie Scrubs. Sus protagonistas, interpretados por Donald Faison y Zach Braff, están considerados entre los mayores exponentes de bromance tanto en la serie (a través de sus personajes Chris Turk y J.D., relativamente) como en la vida real.
Otras relaciones que pueden considerarse bromances existen en telecomedias como La extraña pareja, interpretada por Tony Randall y Jack Klugman entre 1970 y 1975, o Boy Meets World interpretada por Ben Savage, Rider Strong y William Daniels entre 1993 y 2000.
Notables ejemplos también se encuentran en las series Sherlock realizada y emitida por la BBC desde el año 2010, How I Met Your Mother o Supernatural. Estas dos últimas fueron respectivamente nominada y ganadora del premio People's Choice Awards en la categoría "Mejor Bromance en televisión" en 2014.
MTV emitió además durante 2008 y 2009 un reality show llamado Bromance.

### Otros
Por su parte, en la literatura se encuentran ejemplos de bromance entre los personajes Samsagaz Gamyi y Frodo, Merry y Pippin o Gimli y Legolas de las novelas de J. R. R. Tolkien así como la versión cinematográfica de El Señor de los Anillos; también entre Huck Finn y Tom Sawyer en la novela de Mark Twain Las aventuras de Huckleberry Finn o en la serie de novelas Leatherstocking Tales de James Fenimore Cooper. 
En videojuegos, al ser frecuente que haya un personaje siempre al lado del protagonista también puede darse un bromance. Por ejemplo, salta a la vista el del genio Malachi y su guardaespaldas David en Moebius: Empire Rising.
En el ámbito deportivo pueden destacarse el caso de los jugadores Dele Alli y Eric Dier, ambos futbolistas del Tottenham Hotspur Football Club, y de Gerard Piqué y Zlatan Ibrahimović del Fútbol Club Barcelona o bien el de los pilotos de Fórmula 1 Lando Norris y Carlos Sainz, cuando fueron compañeros en McLaren F1 Team. También los Pilotos de Fórmula E André Lotterer y Jean-Eric Vergne mientras corrían juntos en la escudería Techeetah Formula E Team.
Además, en el mundo musical también pueden notarse numerosos bromances que son nombrados por los fanes, ya sea entre miembros de bandas o entre cantantes en sí.
En el mundo de la geopolítica y las relaciones internacionales, el medio polaco OSW, calificó de bromance los movimientos diplomáticos que realizaba el gobierno turco de Recep Tayyip Erdoğan para aumentar su influencia en los Balcanes, basándose en los estrechos lazos que existió entre Ankara con la antigua Rumelia otomana.